# Pam Marshall
Pam Marshall, ameriška atletinja, * 16. avgust 1960, Hazelhurst, Michigan, ZDA.
Nastopila je na Poletnih olimpijskih igrah 1984 v Los Angelesu, kjer je v teku na 200 m izpadla v predtekmovanju. Na svetovnih prvenstvih je osvojila naslov prvakinje v štafeti 4×100 m leta 1987. Štirikrat je osvojila naslov ameriške državne prvakinje v teku na 100 m in dvakrat v teku na 200 m.